# MGG (site web)
Pour les articles homonymes, voir MGG et Millenium.
MGG est une marque internationale spécialisée dans les jeux vidéo compétitifs et l'esport créée le 26 février 2002 par Cédric Page[source insuffisante] sous le nom Millenium, éditée depuis 2014 par la société Webedia. 
Ses activités sont aujourd'hui[Quand ?] réparties comme tel : 
- Média web international et multilingue
- Une émission consacrée à l'esport "Skell By M" diffusée tous les lundis soir de 22h à minuit sur LeStream
- Une marque de hardware dédiée aux joueurs

## Les sites du réseau Millenium
| Langue          | Date de lancement |
| --------------- | ----------------- |
| États-Unis      | 18 Juin 2019      |
| France          | 2002              |
| Espagne         | 18 Septembre 2019 |
| Brésil          | 5 octobre 2020    |
| Arabie saoudite | 30 Mars 2020      |

## Historique
À l'origine, en 2002, Millenium était une guilde (un regroupement de joueurs avec un but commun) orientée sur le JcJ (joueurs contre joueurs) sur le jeu "Dark Age of Camelot".
Portée par des membres passionnés, la guilde devient rapidement une référence dans la communauté française et son fondateur, Cédric Page, la transforme tout d'abord en association loi de 1901 en 2006, puis en S.A.R.L en 2008 (cofondée avec Elie Rotenberg et Sébastien Sadosky). Avec l'avènement des connexions Internet haut débit et l'élargissement du nombre de joueurs, l'entreprise se diversifie autour de plusieurs pôles complémentaires :
- 2006 : création de la première version du site d'information qui deviendra rapidement le 1er site d'information sur le jeu vidéo compétitif et l'esport en France (notamment grâce à ses guides). C'est aussi cette année-là qu'est créé le club esport Millenium, qui comprend des joueurs sur Warcraft III, Counterstrike, Quake 3.
- 2007 : création de la première Web TV sur la plateforme Livestream afin de pouvoir diffuser des matchs de Warcraft III commentés par Jsung, Kleenex, Shur1kn, et Lege, puis, plus tard, TheBest & Yogo. L'aventure des Web TV Millenium passera par la suite sur Netgaming, Dailymotion puis Twitch.
- 2011 : ouverture de la gaming house Millenium à Marseille. Sur place vivront et travailleront à la fois les joueurs, les streamers, les rédacteurs et les équipes techniques. Il en sortira une très forte accélération de la croissance de la marque et la révélation de nombreux talents.
- 2014 : Millenium est racheté[3] par la société Webedia et déménage ses équipes à Paris.
- 2016 : fermeture des Web TV Millenium à la suite de nombreux départs et d'une transformation du marché du streaming porté alors par la croissance des influenceurs indépendants.
- 2018 : fin du club esport[4] et lancement de la nouvelle version du site (V9), sa version actuelle. La marque est recentrée sur son cœur d'activité pérenne : l'information via son média web et la croissance de ses réseaux sociaux. Il est alors décidé d'orienter Millenium à l'international avec le lancement de nombreux sites similaires au site français dans la plupart des grandes langues existantes. C'est aussi au cours de cette année que Cédric Page, fondateur, quitte la société Webedia et Millenium[5].
- 2019 : lancement de la gamme Millenium Equipment (marque de hardware pour les joueurs, commercialisée via un réseau de distribution grand public, notamment la Fnac, Darty, LDLC, Rue du commerce & Boulanger)

En mai 2020, Millenium.org est le deuxième site de jeux vidéo le plus consulté en France, derrière Jeuxvideo.com
En octobre 2020, Millenium lance son site en portugais au Brésil et se renomme MGG après avoir changé son nom de domaine en millenium.gg